# Redemptoris Mater

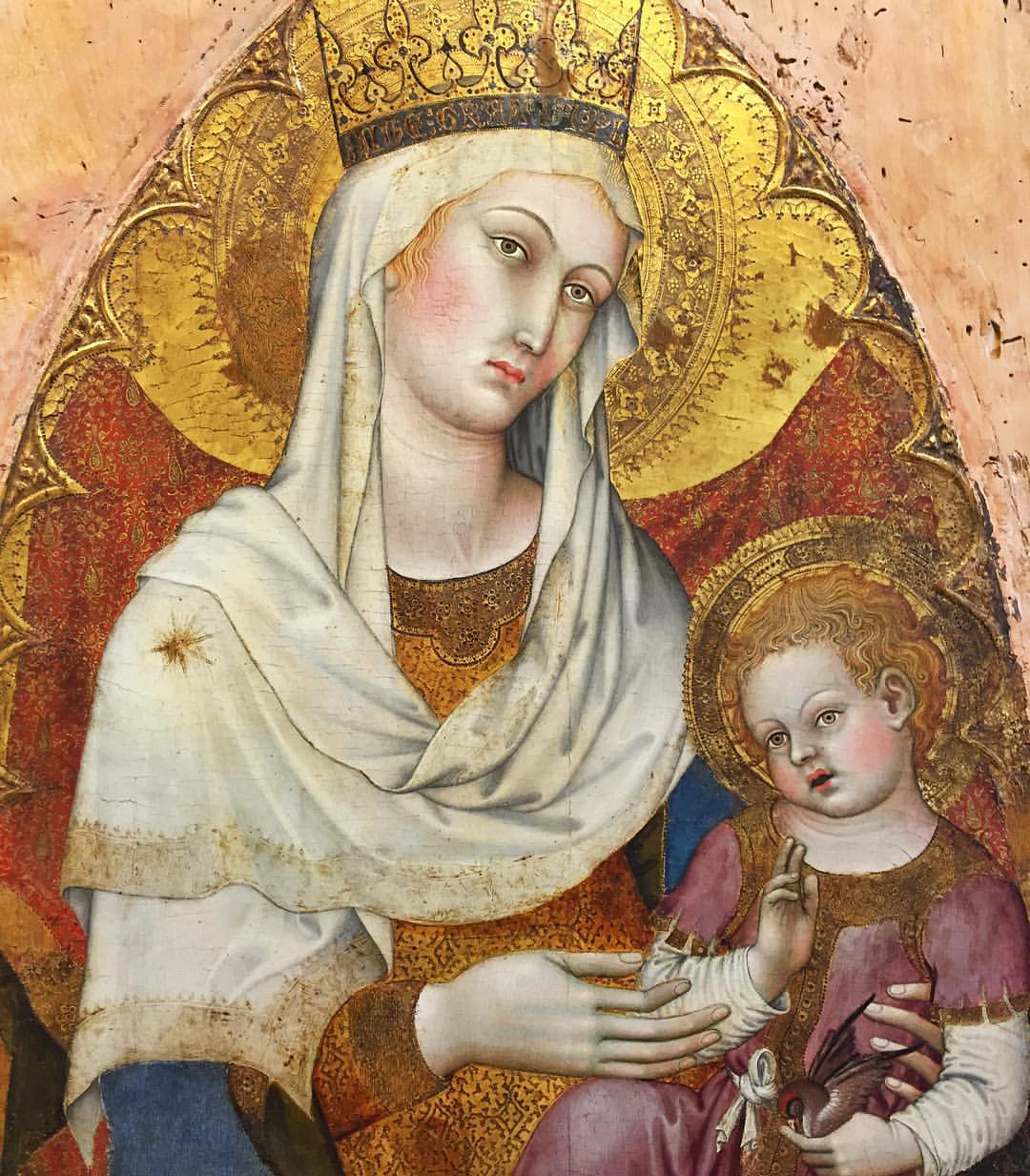
Madona com o Menino Jesus, obra italiana

Redemptoris Mater é o título de uma Encíclica mariana lançada pelo Papa João Paulo II em 25 de março de 1987 na Basílica de São Pedro, em Roma.
Esta encíclica, publicada por ocasião do Ano Mariano (1987-1988) tem como subtítulo Sobre a Bem-aventurada Virgem Maria na Vida da Igreja que está a Caminho e trata de várias questões relacionadas ao papel da Virgem Maria e o porquê a Mãe do Redentor tem um lugar bem preciso no plano da salvação. 
O documento começa discutindo o lugar especial da Virgem Maria no plano da salvação e foca o papel de Maria no Mistério de Cristo. Na segunda parte, discute o papel de Maria como Teótoco (Mãe de Deus) no centro da Igreja. O Papa, então, confirma o título de Mãe da Igreja, proclamado antes pelo Papa Paulo VI no Concílio Vaticano II em 21 de novembro de 1964.  Na terceira e última parte, o documento lida com a Mediação Materna e o papel da Virgem Maria como Medianeira de Todas as Graças. 
Esta encíclica reflete a influência dos ensinamentos marianos de São Luís Maria Grignion de Montfort sobre João Paulo II.